# Лядівський заказник
Ля́дівський зака́зник — ботанічний заказник місцевого значення в Україні. Розташований в районі сіл Яришів та Лядова Могилів-Подільського району Вінницької області.
Площа 72,9 га. Утворений Рішенням сесії Вінницької обласної ради у 2009 р. Перебуває у віданні Яришівської сільської ради.
У дубово-грабових масивах на сухих, кам'янистих сонячних схилах зростає реліктовий вид — клокичка периста, яка занесена до Червоної книги України.
Згідно із шкалою категорій, прийнятих Комісією з рідкісних та зникаючих рослин Міжнародного союзу охорони навколишнього природного середовища, клокичка периста має другу категорію рідкісності — не зазнає прямої небезпеки зникнення, але трапляється зрідка в межах ареалу або на обмеженій території в одному місці.
Рослинність заказника представлена трав'янистими, чагарниковими та степовими угрупованнями з домінуванням бородача звичайного і терену колючого. На відкритих схилах ярів та балок збереглися степові ділянки. Там росте ковила волосиста, яка занесена до Червоної книги України, а також осока низька, бородач звичайний, костриця валіська та багато інших, типових для регіону, степових видів.
Серед регіонально рідкісних видів, що ростуть у заказнику,— перлівка трансільванська та яловець звичайний. Серед лишайників та степових видів є багато таких, що знайдені на території області вперше.
Розпорядженням Кабінету Міністрів України водно-болотні угіддя в долині річки Дністер включені до Списку водно-болотних угідь міжнародного значення. Дане розпорядження прийняте за пропозицією Міністерства екології та природних ресурсів України. До складу заповідної території з міжнародним статусом також увійшов ботанічний заказник «Лядівський».

## Галерея

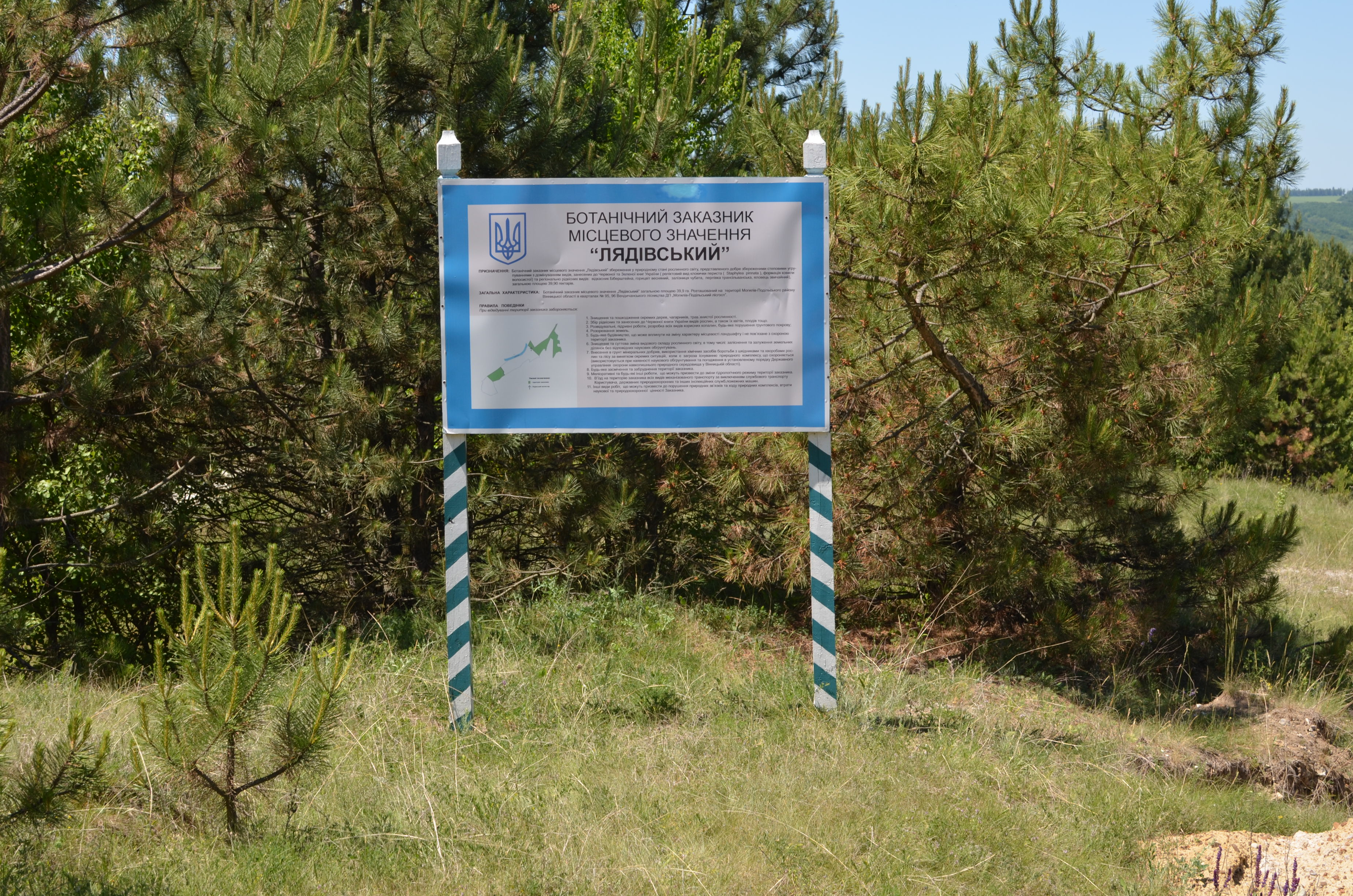
Інформаційна таблиця
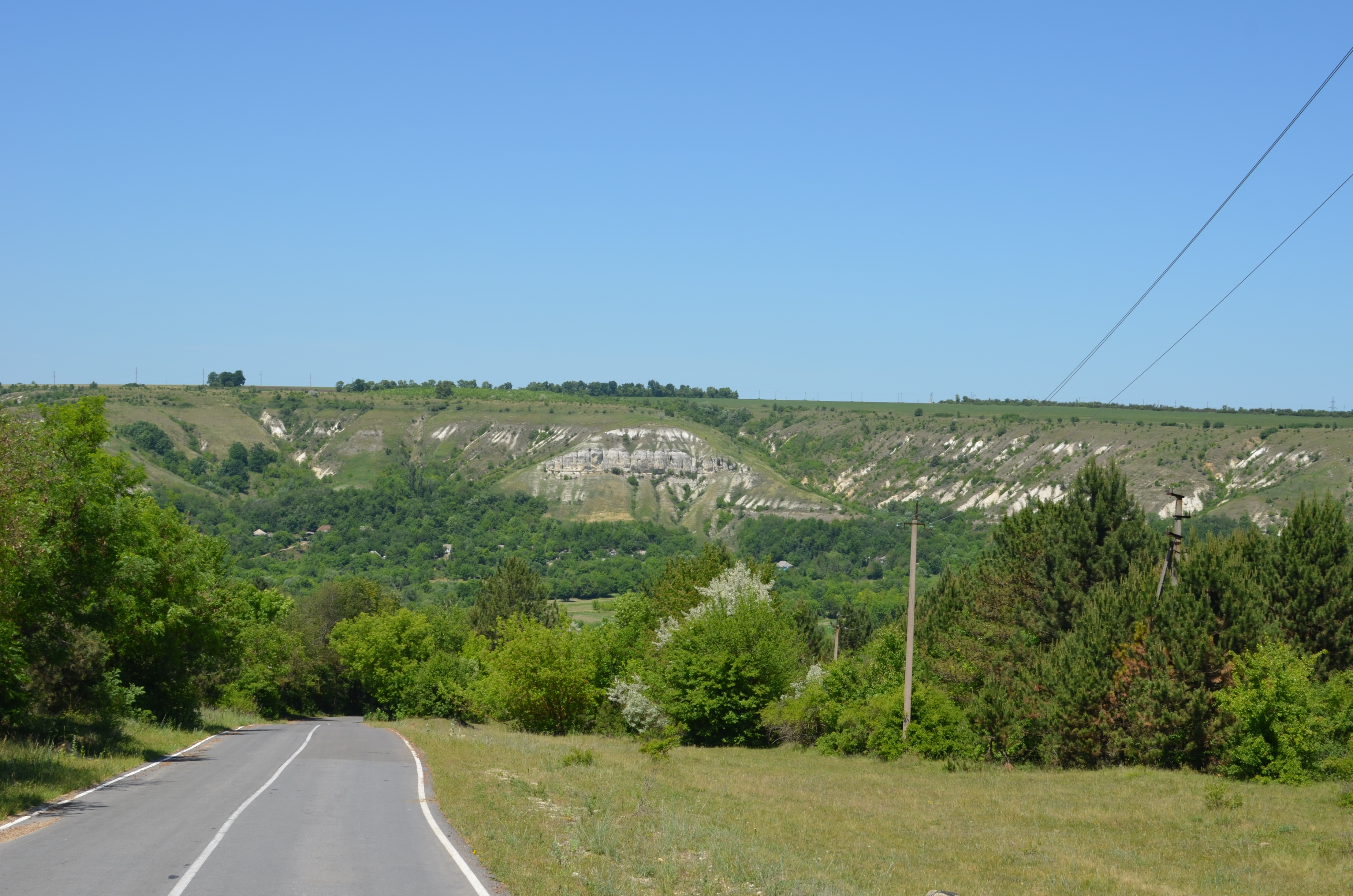
Краєвид навколо заказника